# 卡桑卡國家公園

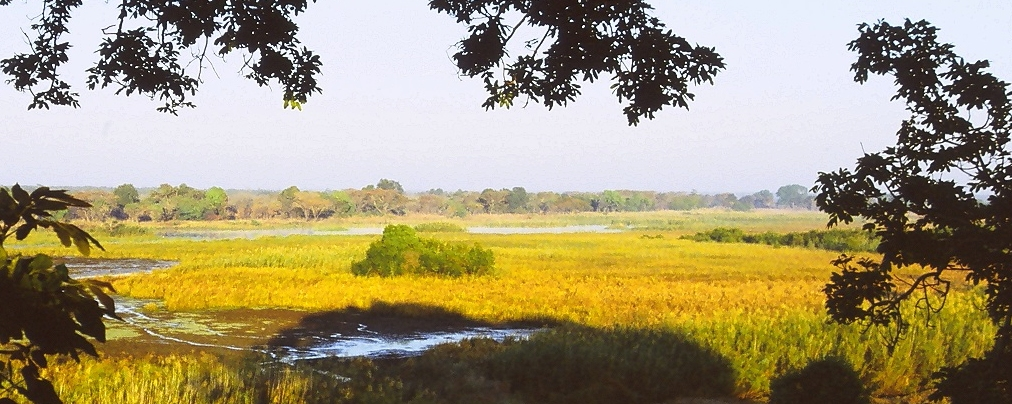

卡桑卡國家公園（Kasanka National Park）是非洲中部國家贊比亞的國家公園，位於該國北方省，佔地約390平方公里，海拔高度1,160至1,290米，成立於1971年2月1日，野生動物有非洲象、河馬、鱷魚、角馬、疣豬等。